# UFC on ESPN: Perez vs. Taira
UFC on ESPN: Perez vs. Taira (también conocido como UFC on ESPN 58) fue un evento de artes marciales mixtas producido por Ultimate Fighting Championship que se llevó a cabo el 15 de junio de 2024 en las instalaciones de UFC Apex, en Enterprise, Nevada, parte del Área Metropolitana de Las Vegas, Estados Unidos.

## Antecedentes
Este fue el evento número 100 que la promoción organizará en el UFC Apex. La UFC comenzó a organizar eventos en el lugar en mayo de 2020 debido a la pandemia de COVID-19, originalmente a puerta cerrada, antes de cambiar su enfoque a un conjunto limitado de entradas por evento en julio de 2021.
Una pelea de peso mosca entre el ex-retador titular Alex Perez y Tatsuro Taira encabezó el evento. Originalmente se esperaba que Pérez enfrentara a Tagir Ulanbekov. Sin embargo, fue retirado para servir como reemplazo y encabezar UFC on ESPN 55 en abril. A su vez, el 30 de abril se informó que la pelea entre Perez y Ulanbekov se había reprogramado para este evento. Después de que Pérez fuera trasladado al puesto principal, la promoción optó por programar a Ulanbekov contra Joshua Van, quien era el oponente original de Taira en UFC 302.
Una pelea de peso paja femenino entre Julia Polastri y Josefine Lindgren Knutsson se llevó a cabo en el evento. Originalmente estaban programados para UFC Fight Night 238, pero la pelea fue cancelada cuando Knutsson se retiró debido a una lesión.
Para este evento estaba programada una pelea de peso pesado entre el ex campeón de peso pesado de UFC Andrei Arlovski y Martin Buday. Sin embargo, la pelea se trasladó a UFC 303 por razones desconocidas.
Se esperaba que en el evento se llevara a cabo una pelea de peso mediano entre André Muniz e Ikram Aliskerov. Sin embargo, Muñiz se retiró debido a una lesión en el pie. Fue reemplazado por Antonio Trócoli. A su vez, la pelea fue cancelada durante la semana de la pelea cuando Aliskerov fue retirado para servir como reemplazo de Khamzat Chimaev contra Robert Whittaker una semana después en el evento principal de UFC on ABC 6.

## Bonificaciones
Los siguientes peleadores recibieron bonos de $50.000:
- Pelea de la Noche: Gabriella Fernandes vs. Carli Judice
- Actuación de la Noche: Tatsuro Taira y Brady Hiestand